# Пюхтицкий монастырь
Пю́хтицкий монасты́рь, Пю́хтицкий Успе́нский ставропигиа́льный же́нский монасты́рь (эст. Pühtitsa Jumalaema Uinumise Stavropigiaalne naisklooster) — монастырь Русской православной церкви, который расположен на северо-востоке Эстонии в деревне Куремяэ уезда Ида-Виру. Пюхтица (эст. Pühtitsa) по-эстонски означает «святое место».
Основан в 1891 году в Везенбергском уезде Эстляндской губернии как Пюхтицкая Успенская женская община, с 1892 года — женский монастырь. За свою историю монастырь никогда не закрывался. С 1990 года он имеет статус ставропигиального, то есть подчинённого непосредственно патриарху Московскому и всея Руси.

## История

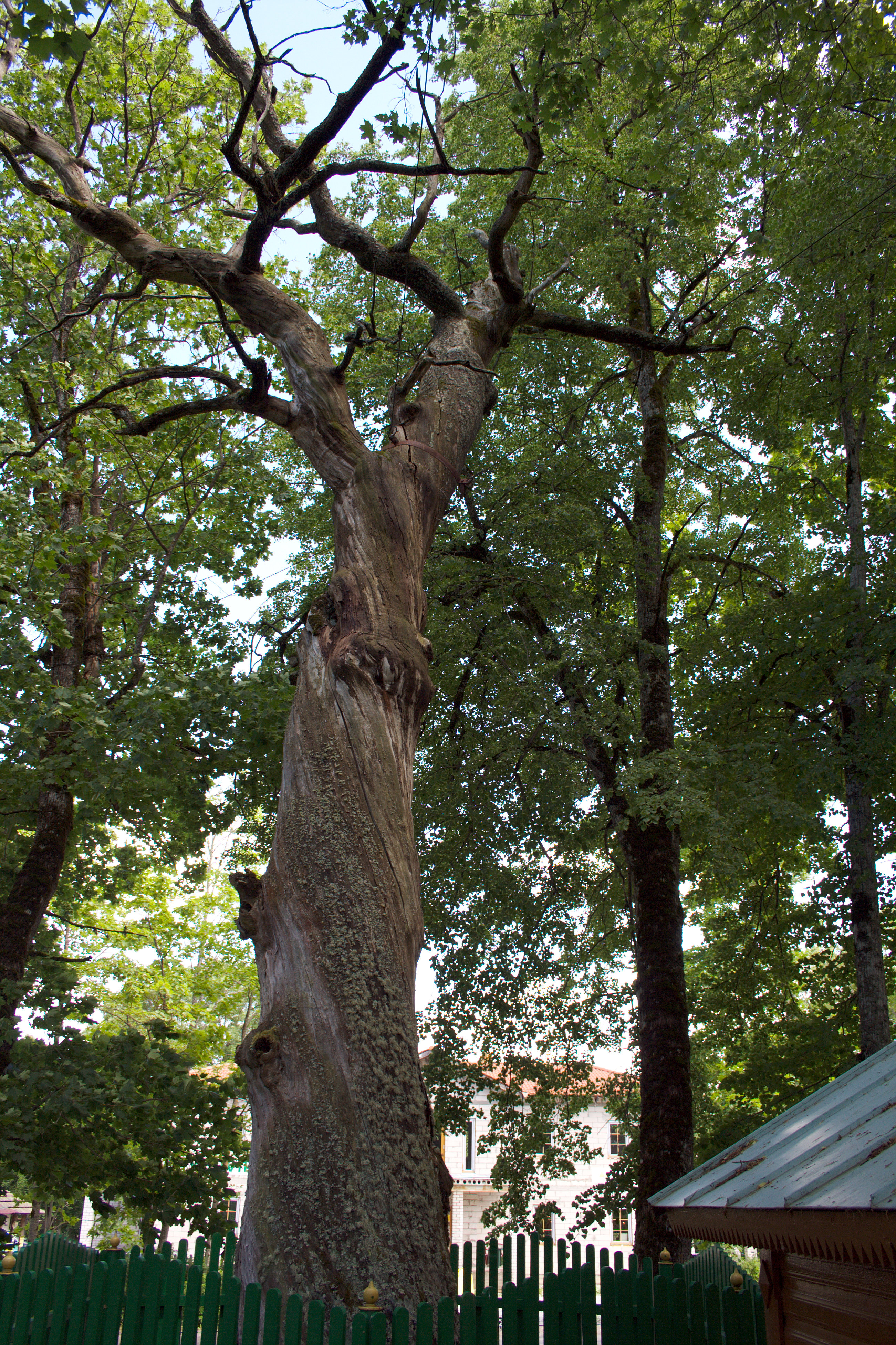
Заповедный дуб на месте обретения иконы Успения Божией Матери

Согласно преданию, в XVI веке на горе Куремяэ (позднее известной как Богородицкая или Святая гора) местным крестьянам явилась Богоматерь. На месте её явления забил водный источник, а недалеко от него, в расщелине дуба, нашли икону Успения Божией Матери. В дальнейшем рядом с дубом, где была найдена икона, построили православную часовню (ныне заповедный дуб и святой источник находятся за оградой Пюхтицкого монастыря).
Изначально икона Успения Божией Матери хранилась в деревянной часовне, возведённой рядом с местом её обретения (первые точные задокументированные упоминания об этой часовне относятся к XVIII веку). С 1803 года (или по другим данным, с 1818 года) после постройки в селе Сыренец, находившемся в 25 верстах от Пюхтицы, каменной Ильинской церкви Пюхтицкая Успенская часовня была приписана к Сыренецкому православному приходу, а икону Успения перенесли в Сыренецкий храм. При этом сложилась традиция, когда каждый год 15 августа (по старому стилю), в праздник Успения Пресвятой Богородицы, почитаемую икону приносили с крестным ходом в Пюхтицу, к Богородицкой горе. В 1892 году в Пюхтице освятили новый Успенский храм, куда и поместили икону Успения (в свою очередь, в церковь села Сыренец передали точный список с этого образа).
В 1876 году рядом со старой небольшой Успенской часовней, известной ещё с XVIII века и перестроенной в 1842 году, возведена новая, более вместительная. В 1885 году по распоряжению Святейшего Синода учреждается Пюхтицкий православный приход, и новая Успенская часовня была обращена в Успенскую церковь (в 1896 году она стала кладбищенской и переосвящена во имя святителя Николая и преподобного Арсения Великого).
В 1887 году по инициативе эстляндского губернатора князя С. В. Шаховского в местечке Иевве (ныне Йыхви) создаётся отделение Прибалтийского православного братства Христа Спасителя и Покрова Божией Матери (его возглавила супруга князя — Елизавета Дмитриевна Шаховская). Вскоре при нём открываются благотворительные учреждения: школа для детей бедных родителей, лечебница с аптекой, сиротский приют, рукодельная. Однако главной своей целью Иеввенское отделение Прибалтийского православного братства считало устройство женской обители на Богородицкой горе, куда предполагалось перенести открытые в Иевве благотворительные учреждения.
Княгиня Е. Д. Шаховская лично обращалась с просьбами и письмами по вопросам устроения православия в Эстляндской губернии. В частности, она переписывалась с протоиереем Иоанном Кронштадтским, который прислал ей своё благословение в письме от 26 сентября 1888 года:

«Ваше Сиятельство, сердечно уважаемая княгиня Елисавета!
Получил Ваше письмо и с сердечным сочувствием прочитал его. Да наградит Вас Господь за Ваше посильное содействие к утверждению Православия в крае, где Господь судил Вам жить и действовать на благо народа и во Славу Божию. Вы просите у Бога чуда для успешного распространения Православия и для оказания помощи бедным эстам и латышам. Бог есть Бог чудес во все времена. Он сотворил и сотворит чудеса в Вашем Братстве и утвердит Ваше дело до конца. Имею честь прислать на нужды Общества двести рублей.
Сердечно Вам кланяюсь, княгиня,
Ваш покорный слуга и Богомолец,
Протоиерей Иоанн Сергиев».— 

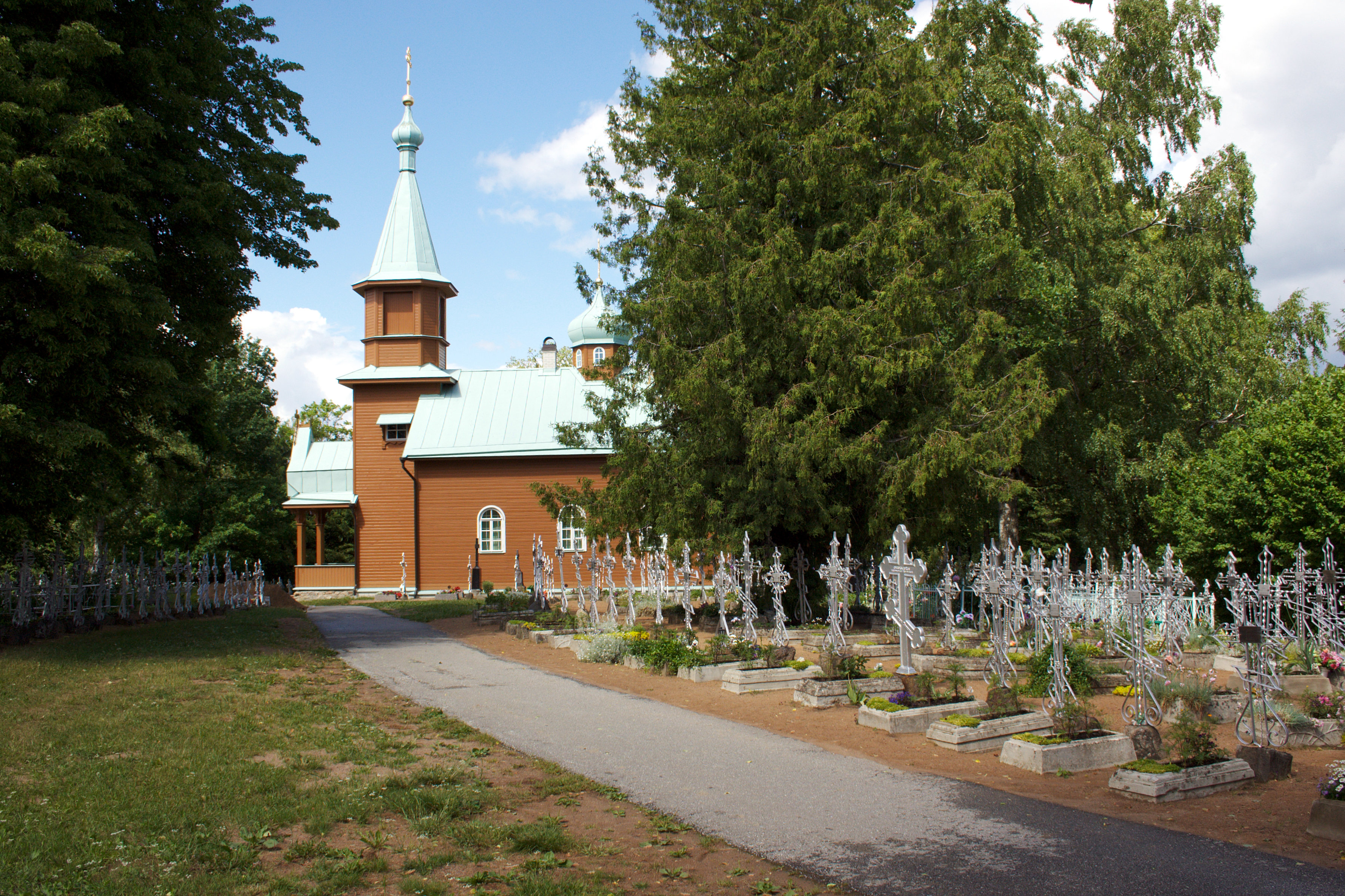
Николо-Арсениевский кладбищенский храм (бывшая Успенская церковь, перестроенная в 1885 году из часовни)

Из письма княгини Шаховской юристу Ф. Н. Плевако:

«Мы — русские, православные, должны пойти навстречу нашим эстонским братьям и дать им то, без чего на земле человеку жить нельзя: церковь, школу, уход за больными…».
— 
Летом 1890 года княгиня Елизавета Шаховская от имени Иеввенского отделения Прибалтийского православного братства обратилась с ходатайством к епископу Рижскому и Митавскому Арсению (Брянцеву), в котором содержалась просьба об учреждении в Пюхтице женской общины. Владыка Арсений поддержал это прошение.
29 апреля (11 мая) 1891 года российский император Александр III своим указом утверждает предложение об отчуждении земельного участка с Богородицкой горой из частного владения «в собственность православного духовного ведомства» с вознаграждением владельца отчуждаемого участка согласно законодательству.
15 (27) августа 1891 года епископ Рижский и Митавский Арсений (Брянцев) совершил торжественное открытие Пюхтицкой Успенской женской общины. На нём присутствовали эстляндский губернатор князь С. В. Шаховской с супругой — княгиней Е. Д. Шаховской. К этому дню на Богородицкой горе был построен деревянный дом для помещения сестёр общины. Кроме того, в день открытия общины император Александр III подарил священнические облачения в Пюхтицкую Успенскую церковь.
В состав общины первоначально вошли монахиня Варвара (Блохина) и три послушницы из Костромского Богоявленского монастыря. При общине открылся детский приют, а в 1892 году начался приём больных в лечебнице, созданной при обители.
Приток богомольцев на Богородицкую (Святую или Пюхтицкую) гору стал возрастать, и это послужило поводом к составлению нового ходатайства о преобразовании общины в монастырь.
Осенью 1892 года Пюхтицкую Успенскую женскую общину преобразовали в общежительный женский монастырь. Его первой настоятельницей была игумения Варвара (Блохина). Становление обители проходило при заметном участии протоиерея Иоанна Кронштадтского, который помогал как советами, так и материально, а во время его приездов в монастырь здесь собиралось множество паломников.

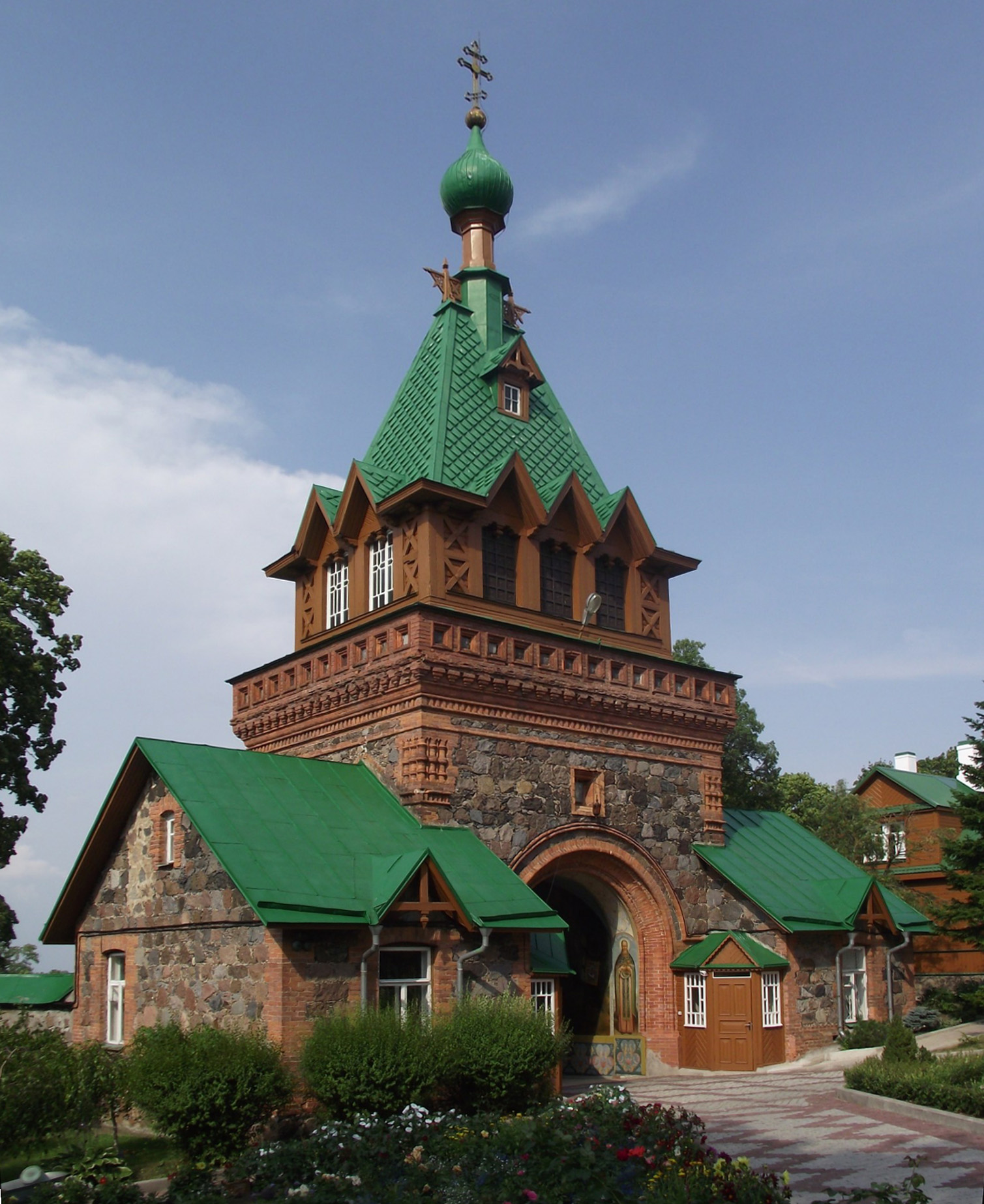
Святые врата (вход в монастырь)

Генеральный план застройки монастыря предложил архитектор М. Т. Преображенский. Был достроен каменный соборный храм в честь Успения Пресвятой Богородицы (1892), возведены ограда с башнями и Святыми вратами со звонницей (1893), трапезный корпус с церковью святых праведных Симеона Богоприимца и Анны Пророчицы (1895), а также деревянные дома для келий и детского приюта.
На территории монастыря погребён один из его благодетелей, эстляндский губернатор князь С. В. Шаховской (1852—1894). Его вдова, княгиня Елизавета Шаховская (1844—1939), на свои собственные средства построила храм во имя преподобного Сергия Радонежского (1895) над усыпальницей князя. Спустя много лет она была похоронена рядом со своим мужем.
В конце XIX века в Пюхтицком монастыре пребывало 60 монахинь, при обители имелись школа, лечебница, детский приют и мастерские (иконописная, золотошвейная, портняжная).
Во время русской-японской войны 1904—1905 годов в лечебнице при Пюхтицком монастыре принимали раненых воинов. За организацию медицинской помощи пострадавшим в ходе войны настоятельница монастыря игумения Алексия (Пляшкевич) награждена медалью Российского общества Красного Креста.
Нынешний центральный монастырский храм — собор Успения Пресвятой Богородицы — возвели в 1908—1910 годах (архитектор А. А. Полещук) на месте первоначального одноимённого соборного храма. В настоящее время здесь находится главная святыня обители — явленная икона Успения Божией Матери. Великое освящение храма совершил архиепископ Рижский и Митавский Агафангел (Преображенский).
В годы Первой мировой войны при монастырской лечебнице действовал лазарет для раненых.
Февральская и Октябрьская революции, а также последовавшие за этим события чрезвычайно изменили положение обители. В октябре 1917 года настоятельница монастыря игумения Алексия (Пляшкевич) и 32 его насельницы (вместе с чудотворной иконой Успения Пресвятой Богородицы) были эвакуированы в Ярославскую губернию. При этом часть сестёр осталась в монастыре, а его управление временно поручили казначее монахине Иоанне (Коровниковой). В 1919—1920 годах в монастырских зданиях размещался лазарет Северо-Западной армии. Пять насельниц монастыря, ухаживавших за больными, заразились тифом и умерли.
В 1918—1940 годах обитель находилась на территории независимой Эстонии. Монастырские земли, за исключением небольшого надела, были национализированы. В 1920 году монастырь вынужденно преобразовали в «Благотворительную христианскую Пюхтицкую женскую трудовую общину». Её почётной председательницей выбрали княгиню Е. Д. Шаховскую, а во главе Совета общины стала монахиня Иоанна (Коровникова) (в 1921 году она была возведена в сан игумении и назначена настоятельницей Пюхтицкой обители). В начале 1923 года возвращается игумения Алексия и 22 сестры, эвакуированные в 1917 году, а затем прибывает и икона Успения, которую также вывезли при эвакуации. В 1935 году община вновь получает статус монастыря, и эстонские власти выделяют ему в аренду 102 гектара земли.
В 1941—1944 годах Пюхтицкий монастырь был под германской оккупацией. После Второй мировой войны он оставался действующим. В первые послевоенные годы помощь обители оказывал митрополит Ленинградский и Новгородский Григорий (Чуков).

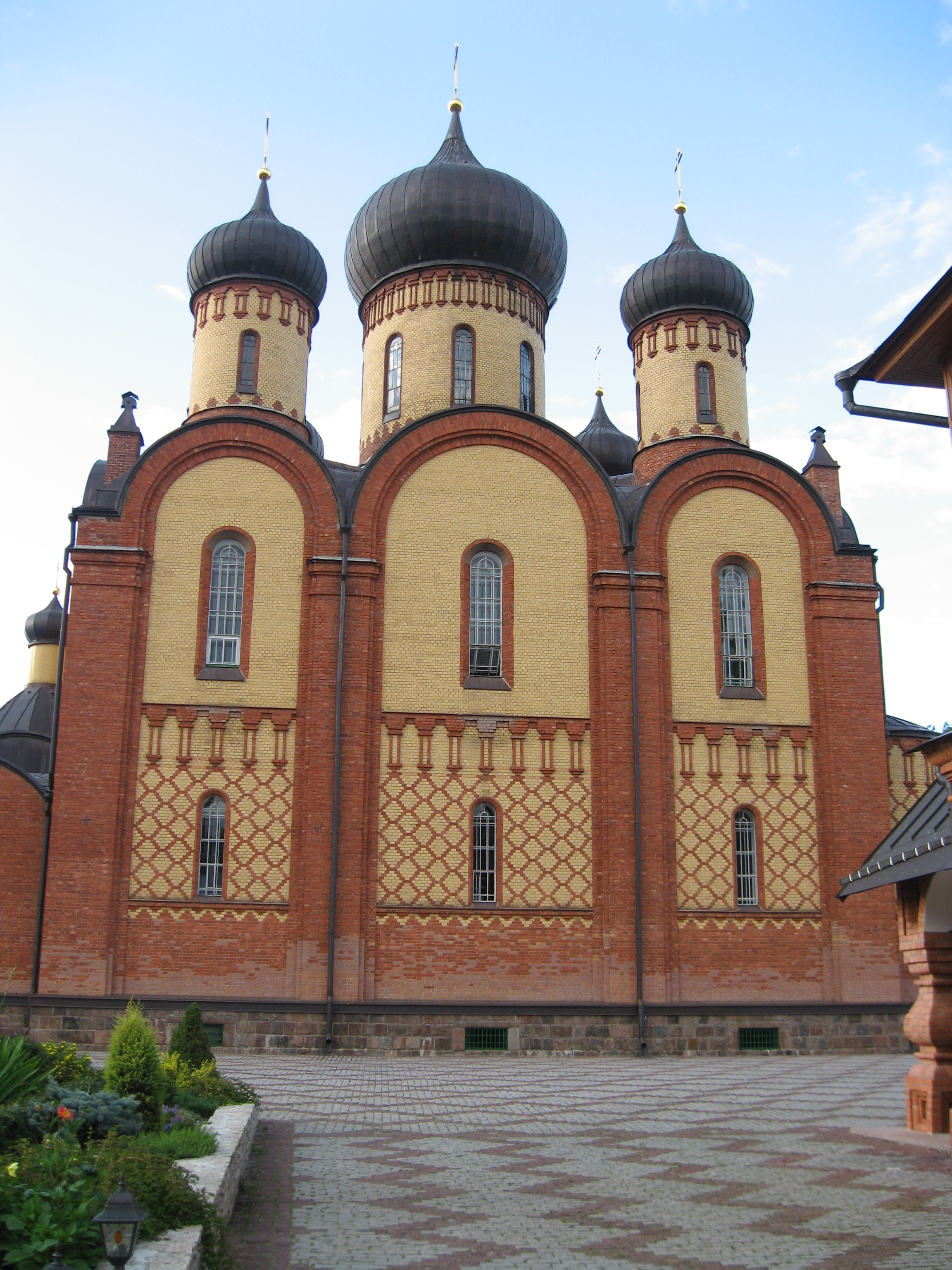
Собор Успения Пресвятой Богородицы, 1908—1910 годы постройки

Немало сил для сохранения Пюхтицкого монастыря отдал епископ (с 1968 года — митрополит) Таллинский и Эстонский Алексий (Ридигер) (будущий патриарх Московский и всея Руси Алексий II). По его инициативе в 1986 году в монастыре возвели дом для представительских целей и обустроили домовую церковь святителя Алексия и великомученицы Варвары при богадельне.
26 июня 1990 года монастырь получил статус ставропигиального и перешёл в непосредственное подчинение патриарха Московского и всея Руси. В том же году в монастыре освятили церковь во имя Иоанна Предтечи и священномученика Исидора Юрьевского, в которой совершается крещение детей и взрослых.
В 1994 году открыто подворье Пюхтицкого монастыря в Москве при храме Святителя Николая Чудотворца в Звонарях, а в 1998 году — монастырское подворье в городе Когалыме (Россия). С 2002 года действует Ильинский монастырский скит в деревне Васкнарва (уезд Ида-Виру, Эстония) с храмом Пророка Илии (1867—1873; в комплексе зданий Ильинского скита провели реставрационные работы).
В 2009 году Пюхтицкий монастырь был награждён Национальной премией «Имперская культура» имени Эдуарда Володина за книгу «Пюхтицкая обитель и её покровитель святой праведный Иоанн Кронштадтский». С 2012 года в монастыре ежегодно проводится международная научно-практическая конференция «Пюхтицкие чтения». В 2013 году, по информации настоятельницы монастыря Филареты (Калачёвой), в обители проживало около 120 монахинь и послушниц.
29 августа 2016 года состоялась торжественная закладка нового здания богадельни и храма во имя святителя Алексия, митрополита Московского, и великомученицы Варвары (архитектор богадельни и церкви — Лариса Ушничкова). 17 декабря 2023 года митрополит Таллинский и всея Эстонии Евгений освятил новопостроенный храм.
В 2024 году правительство Эстонии начало активно обсуждать с руководством монастыря возможность его выхода из юрисдикции Московского патриархата и отказа от ставропигиального статуса. Основанием для таких действий стали военный конфликт на территории Украины и заявления патриарха Московского и всея Руси Кирилла по этому поводу. 23 апреля 2024 года в монастырь приезжал министр внутренних дел Эстонии Лаури Ляэнеметс, чтобы лично обсудить с его настоятельницей неприемлемость подчинения Московскому патриархату. Спустя несколько дней настоятельница обители Филарета в открытом письме Совету церквей Эстонии сообщила, что монастырь не вправе по своей воле отказываться от канонической связи с Москвой. Также в монастыре отметили, что правительство Эстонии само может обратиться к патриарху Кириллу с предложением отмены ставропигиального статуса Пюхтицкой обители.
По информации игуменьи Филареты, в марте 2025 года в монастыре проживало 96 сестёр.

## Екатерина Пюхтицкая
7 марта 2018 года Священный синод Русской православной церкви причислил к лику местночтимых святых монахиню Пюхтицкого Успенского монастыря Екатерину (Малков-Панину) (1889—1968). Память блаженной Екатерины, Христа ради юродивой, было установлено совершать 22 апреля (5 мая по новому стилю). 20 октября 2018 года состоялось обретение мощей святой блаженной Екатерины на сестринском кладбище обители (специальную комиссию возглавил митрополит Таллинский и всея Эстонии Евгений). Ныне её мощи почивают в особой раке, находящейся в северном приделе Успенского собора Пюхтицкого монастыря. Также в обители находится образ (икона) святой Екатерины Пюхтицкой. Кроме того, в 2014 году издана книга «Пюхтицкая обитель и её блаженная старица Екатерина», посвящённая памяти монахини Екатерины.

## Настоятельницы монастыря

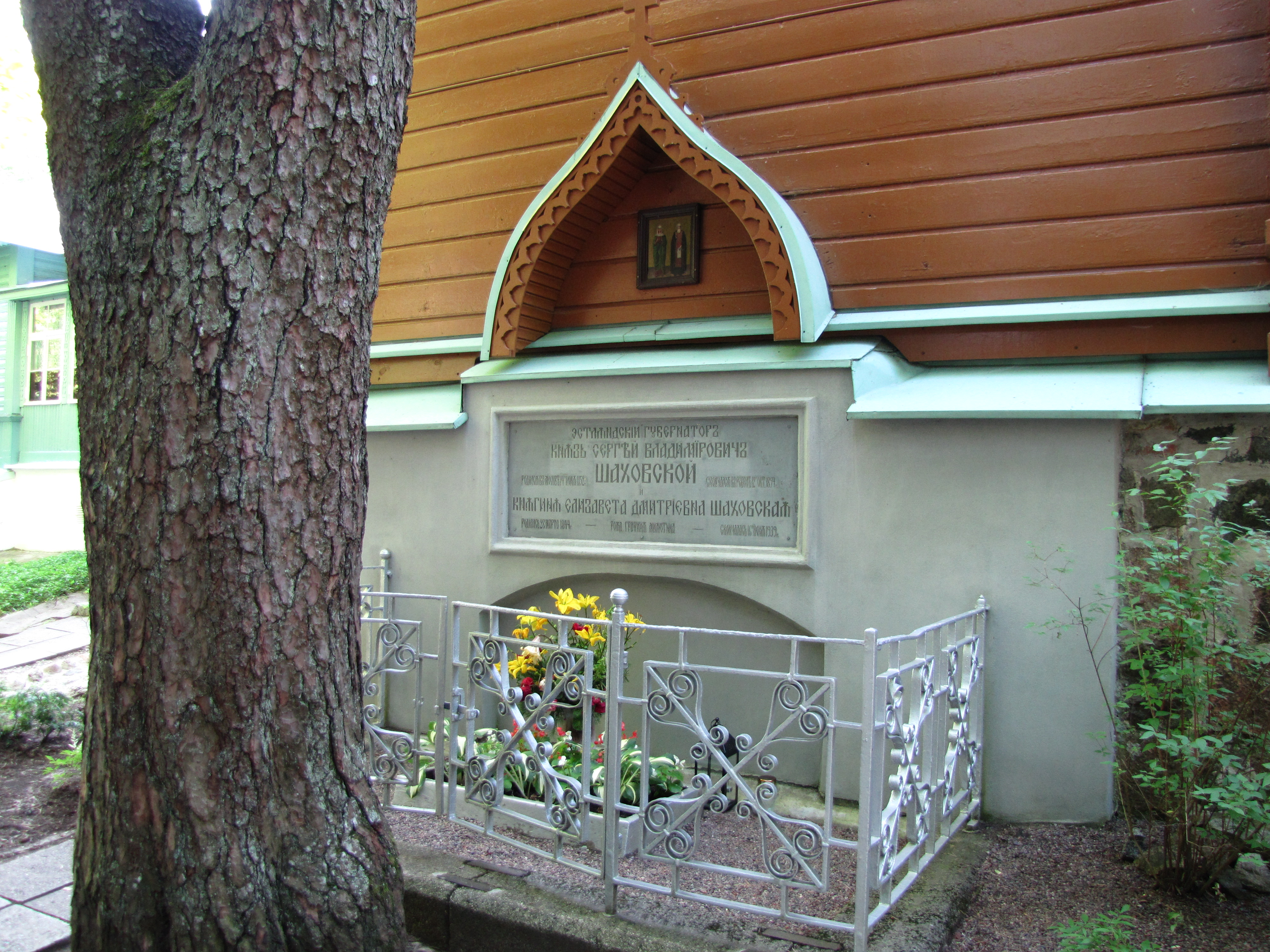
Место погребения эстляндского губернатора князя С. В. Шаховского и его супруги

- Варвара (Блохина)[эст.] (1892—1897)
- Алексия (Пляшкевич)[эст.] (1897—1920)
- Иоанна (Коровникова)[эст.] (1920—1943)
- Алексия (Голубева) (1943—1946)
- Рафаила (Мигачёва)[эст.] (1946—1955)
- Ангелина (Афанасьева)[эст.] (1955—1968)
- Варвара (Трофимова) (1968—2011)
- Филарета (Калачёва)[эст.] (c 2011)[39][40]

## Храмы монастыря (на 2022 год)
- Собор Успения Пресвятой Богородицы (1908—1910) — главный монастырский храм, вмещает 1200 человек
- Трапезный храм святых праведных Симеона Богоприимца и Анны Пророчицы (1895)
- Храм преподобного Сергия Радонежского (1895; усыпальница князя С. В. Шаховского и княгини Е. Д. Шаховской)
- Храм святителя Николая и преподобного Арсения Великого (1876; на монастырском кладбище) — изначально Пюхтицкая Успенская часовня (новая), обращённая в 1885 году в Успенскую приходскую церковь; с 1896 года — Николо-Арсениевская кладбищенская церковь
- Крестильный храм Иоанна Предтечи и священномученика Исидора Юрьевского (1990)
- Домовая церковь святителя Алексия и великомученицы Варвары (1986)[2][5][12][13]

## Монастырское кладбище
Кладбище при современном монастыре возникло после отведения в 1887 году соответствующего земельного участка тогдашнему Пюхтицкому приходу. На этом кладбище похоронены бывшие настоятельницы монастыря, православные священники, сёстры обители, а также миряне, среди них — умершие в госпиталях в 1919—1920 годах военнослужащие Северо-Западной армии (на кладбище находится памятник на братской могиле чинов армии и гражданских лиц). В 2006 году здесь был также перезахоронен прах архиепископа Нарвского и Изборского Евсевия (Гроздова).

## В филателии

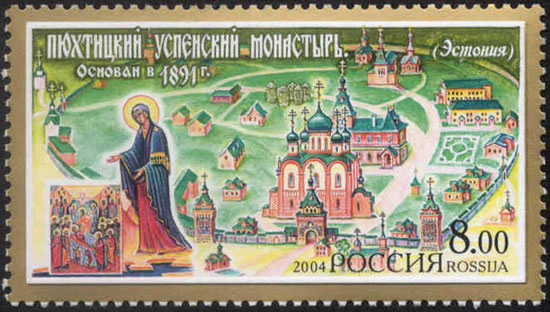
Пюхтицкий монастырь на почтовой марке России

В 2004 году «Почта России» выпустила серию почтовых марок «Монастыри Русской православной церкви», на одной из них был изображён Пюхтицкий монастырь.

## Комментарии
1. ↑  Считается, что икона Успения Божией Матери после пребывания в часовне, построенной на месте обретения иконы, некоторое время находилась в соборе города Нарвы, и лишь затем она была перенесена в Сыренецкую Ильинскую церковь (см. Берташ А., прот. Первоначальные храмы и некрополь Пюхтицкого Успенского женского монастыря // Христианское чтение. — 2021, № 4. — С. 375—391).